# 布里姆霍爾尼索尼 (新墨西哥州)
布里姆霍爾尼索尼（英語：Brimhall Nizhoni）是位於美國新墨西哥州麥金萊縣的普查規定居民點。

## 人口
根據2020年美國人口普查的數據，布里姆霍爾尼索尼的面積為42.24平方千米，皆為陸地。當地共有人口286人，而人口密度為每平方千米6.77人。